# 西屯街道
西屯街道，是中华人民共和国内蒙古自治区赤峰市红山区下辖的一个乡镇级行政单位。

## 行政区划
西屯街道下辖以下地区：
一西街社区、西屯社区、滨河社区、西老爷庙社区、西新街社区、新华社区和六西街社区。